# Xylocopa karnyi
Xylocopa karnyi là một loài Hymenoptera trong họ Apidae. Loài này được Maidl mô tả khoa học năm 1912.